# Mistras
Mistras (Mystras, Μυστράς ili Μυζηθράς), u kronikama Moreje Myzithras, je bio utvrđeni grad u srednjovjekovnoj državi Moreji na planini Tajget, Peloponez, u blizini drevne Sparte. U 14. i 15. stoljeću služio je kao prijestolnica bizantske despotije Moreje, tijekom kojeg je razdoblja doživjela gospodarski i kulturni vrhunac. Tijekom Osmanske okupacije bila je skoro nenaseljena te su je zapadnjaci držali da je drevna Sparta. Napušten je 1830. godine, kada je izgrađen novi grad Sparti oko 8 km istočno od Mistrasa. On je upisan na UNESCO-ov popis mjesta svjetske baštine u Europi 1989. godine kao mjesto jedinstvenih srednjovjekovnih građevina Križara, Bizantinaca, Turaka i Mlečana u nedirnutom krajoliku.

## Povijest
God. 1249., Mistras je postao sjedištem latinske kneževine Aheje koja je osnovana 1205. godine nakon osvajanja Konstantinopola tijekom Četvrtog križarskog rata. Knez Vilim II. Villehardouin, pranećak povjesničara Četvrtog križarskog pohoda, Geoffreya Villehardouina, je tu napravio svoju palaču. Već 1261. godine, Latini su dali Mistras, i druge utvrde, kao otkupninu za zarobljenog Vilima II., kojeg su Bizantinci zarobili u Pelagoniji. Bizantski car 
Mihajlo VIII. Paleolog ga je učinio prijestolnicom novoosnovane kneževine Moreje kojom su upravljali carevi rođaci, iako su njegovom cijelom obalom i otocima vladali Mlečani. U usporedbi s ostatkom Carstva, Moreja je uživala blagostanje i gospodarski procvat. Za vrijeme cara Teodora I. postao je drugi grad po važnosti u Carstvu, odmah poslije Carigrada, a Vilimova palača je postala drugom carskom rezidencijom.
Freske u crkvi Peribleptos su nastale od 1348. do 1380. godine kao posljednja djela kasnobizantskog freskoslikarstva, i rijetki primjeri bizantske umjetnosti tog doba; presudni za njeno upoznavanje.
Mistras je bio i središtem bizantske znanosti, te je tu boravio neoplatonistički filozof Pleton sve do svoje smrti 1452. godine. On je značajno utjecao na neoplatonizam talijanske renesansne, osobito nakon što je bio u pratnji cara Ivana VIII. Paleologa u Firencu 1439. godine.
Posljednji bizantski car, Konstantin XI., bio je knez Mistrasa prije nego što je postao carem. Dimitrije Paleolog, posljednji knez Moreje, predao je kneževinu i grad Mistras osmanskom caru Mehmedu II. 1460. godine.
Mlečani su ga osvojli 1687. i držali do 1715. godine, a Turci ponovno do 1821. godine kada je otpočeo Grčki rat za neovisnost. Oton, grčki kralj, ga je napustio u korist novog grada Sparti.
- Citadela iznad grada
- Gradska vrata iznutra
- Manastir Peribleptos
- Rođenje Kristovo, freska u manasiru Peribleptos
- Mitropolija Mistras
- Crkva Evanđelista
- Gradska ulica
- Manastir Pantanassa